# Eileen Gu
Eileen Feng Gu, anche nota con il nome cinese Gu Ailing (谷爱凌S, Gǔ ÀilíngP; San Francisco, 3 settembre 2003), è una sciatrice freestyle statunitense naturalizzata cinese.
Specialista di slopestyle, big air e halfpipe, ai Giochi olimpici invernali di Pechino 2022 si è aggiudicata la medaglia d'oro nel big air e nell'halfpipe, oltre alla medaglia d'argento nello slopestyle, rappresentando la bandiera dei padroni di casa.

## Biografia
Nata in California da padre statunitense e madre cinese, inizia a competere per gli Stati Uniti d'America. Nel 2018 disputa a Cardrona i Campionati mondiali juniores di freestyle ottenendo due quinti posti nello slopestyle e nell'halfpipe. Nel novembre dello stesso anno debutta in Coppa del Mondo, nella gara di slopestyle svoltasi nelle Alpi dello Stubai, in Austria.
Nel giugno 2019, all'età di 15 anni, ottiene la cittadinanza cinese e comincia a competere sotto la bandiera del Paese asiatico. Ai Giochi olimpici giovanili di Losanna 2020 sale sul podio in tutte le sue tre specialità: è la prima nel big air e nell'halfpipe e seconda nello slopestyle. Partecipa alla sua prima rassegna iridata ad Aspen 2021, vincendo l'oro nello slopestyle e nell'halfpipe, oltre al bronzo nel big air. Nello stesso anno vince i suoi primi titoli agli X Games, con gli ori nello slopestyle e nel superpipe.
Diciottenne, alle sue prime Olimpiadi invernali a Pechino 2022 vince l'oro in big air e halfpipe e l'argento nello slopestyle. Diventa così la più giovane campionessa olimpica di sempre nel freestyle, la prima sciatrice freestyle a vincere tre medaglie in una stessa Olimpiade, la seconda sciatrice freestyle cinese di tutti i sessi a vincere l'oro olimpico (dopo Han Xiaopeng). In virtù di questi successi la rivista Time la colloca tra le celebrità più influenti al mondo nel 2022. Secondo Forbes, è la terza atleta donna più pagata nello stesso anno. Al termine della stagione si aggiudica la Coppa del Mondo generale di freestyle e anche quella di specialità halfpipe.

## Palmarès

### Olimpiadi
- 3 medaglie:
  - 2 ori (big air, halfpipe a Pechino 2022)
  - 1 argento (slopestyle a Pechino 2022)

### Mondiali
- 3 medaglie:
  - 2 ori (slopestyle, halfpipe ad Aspen 2021)
  - 1 bronzo (big air ad Aspen 2021)

### Winter X Games
- 4 medaglie:
  - 3 ori (slopestyle, superpipe ad Aspen 2021; superpipe ad Aspen 2024)
  - 1 bronzo (big air ad Aspen 2021)

### Coppa del Mondo
- Vincitrice della Coppa del Mondo generale di freestyle nel 2022
- Vincitrice della Coppa del Mondo di halfpipe nel 2022 e nel 2024
- 24 podi:
  - 18 vittorie
  - 5 secondi posti
  - 1 terzo posto

#### Coppa del Mondo - vittorie
| Data             | Luogo             | Paese         | Disciplina |
| ---------------- | ----------------- | ------------- | ---------- |
| 27 gennaio 2019  | Alpe di Siusi     | Italia        | SS         |
| 14 febbraio 2020 | Calgary           | Canada        | HP         |
| 15 febbraio 2020 | Calgary           | Canada        | SS         |
| 4 dicembre 2021  | Steamboat Springs | Stati Uniti   | BA         |
| 10 dicembre 2021 | Copper Mountain   | Stati Uniti   | HP         |
| 30 dicembre 2021 | Calgary           | Canada        | HP         |
| 1º gennaio 2022  | Calgary           | Canada        | HP         |
| 8 gennaio 2022   | Mammoth Mountain  | Stati Uniti   | HP         |
| 19 gennaio 2023  | Calgary           | Canada        | HP         |
| 22 gennaio 2023  | Calgary           | Canada        | HP         |
| 9 dicembre 2023  | Secret Garden     | Cina          | HP         |
| 15 dicembre 2023 | Copper Mountain   | Stati Uniti   | HP         |
| 16 febbraio 2024 | Calgary           | Canada        | HP         |
| 18 febbraio 2024 | Calgary           | Canada        | HP         |
| 8 settembre 2024 | Cardrona          | Nuova Zelanda | HP         |
| 7 dicembre 2024  | Secret Garden     | Cina          | HP         |
| 21 dicembre 2024 | Copper Mountain   | Stati Uniti   | HP         |
| 17 gennaio 2025  | Laax              | Svizzera      | SS         |

Legenda:

SS = Slopestyle

HP = Halfpipe

BA = Big air

### Giochi olimpici giovanili
- 3 medaglie: 
  - 2 ori (big air, halfpipe a Losanna 2020)
  - 1 argento (slopestyle a Losanna 2020)